# Fuenlabrada
Fuenlabrada (tradotto dallo spagnolo "fontana lavorata") è un comune spagnolo di 194 142 abitanti (2007) situato nella comunità autonoma di Madrid.

## Sport
È sede della squadra di calcio Club de Fútbol Fuenlabrada e di quella di pallacanestro Baloncesto Fuenlabrada.

## Istruzione
Fuenlabrada ospita uno dei campus della Universidad Rey Juan Carlos.